# O Último Programa do Mundo
O Último Programa do Mundo é um talk show  produzido pela TV Quase inicialmente feito para a MTV Brasil. Com o fim da emissora, o programa teve mais duas temporadas, a primeira transmitida no YouTube em 2014 e a última, em 2018, foi exibida no canal FX. No programa, Daniel Furlan interpreta a si mesmo como um apresentador de talk show ambientado em um cenário de uma emissora pós-apocalíptica no fim dos tempos, sem audiência, verba, anunciantes e sem funcionários.
O programa, enquanto era transmitido na MTV, brincava constantemente com o fim próximo da emissora, que seria em 30 de setembro de 2013.
O talk show entrevistou diversas pessoas, desde o Restart até Laerte. Além disso, o programa deu uma entrevista para o The Noite, de Danillo Gentili.

## Enredo
Após o fim do mundo, Daniel Furlan, um Ex-VJ que perdeu a sanidade, toma um dos estúdios abandonados da emissora para apresentar um talk-show sem propósito, sem chefe, sem direção e sem IBOPE. Incapaz de aceitar a realidade, o apresentador insiste em conduzir o programa, auxiliado apenas por um militar aposentado, o misterioso Vice-Cônsul de Honduras, além de um assistente de produção estagiário que ninguém sabe de onde surgiu.

## Quadros

### Quadros frequentes
- Frases que valem tapa na cara

Uma pessoa fala frases estúpidas que são dignas de tapas na cara e a outra pessoa dá os tapas.
- Em busca do teste perdido

O quadro durou do segundo episódio até o oitavo, ele gira em torno de uma lenda da MTV, que diz que Bruno de Luca fez um teste para ser VJ, mas não foi aprovado. Durante o quadro, Daniel Furlan e o Vice-Cônsul de Honduras procuram pela fita que armazena esse teste.
- Quadro antes do começo do programa

O quadro que precede o começo do programa antes de tocar a abertura, geralmente é mostrada a tela verde usada no programa sem o vídeo de fundo.
- Momento Stepan Nercessian

O momento do programa em que se faz qualquer coisa relacionada ao ator Stepan Nercessian.
- Momento Citei Foucault

Quadro em que se encontra uma brecha na conversa para citar uma frase de Michel Foucault.
- Analisando Quadros Merdas da TV

Daniel Furlan fala, comenta e analisa quadros de baixa qualidade da televisão brasileira.
- Desafio não diga F%$@-se

Daniel Furlan fala coisas muito desinteressantes para incitar o entrevistado a dizer f%$@-se, o desafio do entrevistado é resistir a dizer a palavra.
- Seu Getúlio interpreta clássicos do Grunge

'Seu Getúlio', interpretado por Raul Chequer, canta músicas da banda Nirvana, porém, traduzidas de modo literal, o que cria um ar cômico.

### Quadros esporádicos
- Momento Don Pedro de Orleans e Bragança

O momento onde Daniel Furlan liga para alguém da família real brasileira.
- Momento IBOPE

Quadro onde Daniel e o entrevistado verificam como está a audiência do programa.
- O que você está pensando agora?

Furlan para a conversa repentinamente para perguntar "O que você está pensando agora?".
- O que você não está pensando agora?

O objetivo de Daniel com essa pergunta é fazer o entrevistado perceber que é impossível respondê-la, já que pra dizer o que você não está pensando agora, é preciso pensar sobre aquilo.
- Monotask

Daniel faz propaganda para o Monotask, um computador que realiza apenas uma tarefa por vez, se for aberto outro aplicativo junto com um previamente aberto, o computador se auto-destrói explodindo.

## Personagens
- Daniel Furlan (Daniel Furlan)

Daniel Furlan comanda um talk show sem verba, sem audiência e sem anunciantes no fim do mundo com humor sem-sentido, entrevistas com qualquer pessoa que ele ache nos corredores da MTV e quadros aleatórios repentinamente.
- Vice-Cônsul de Honduras (Juliano Enrico)

Assistente de Daniel Furlan e músico auxiliar. Tem atitudes infantis, usa um chapéu e uma camisa de manga longa azul e vermelha, tem um bigode grosso, utiliza uma calça bege e tem olhos grandes. Já fez uma aparição em Irmão do Jorel.
- Rogerinho do Ingá (Caito Mainier)

Motorista da van da MTV. Usa camisas de times de futebol, tem cabelo cacheado levemente loiro e um bigode, é o telespectador que interage no quadro 'momento interativo do programa'.
- Homem-Galinha (Juliano Enrico)

Um personagem que é a mistura de um humano com uma galinha, pode aparecer a qualquer momento do programa com algum golpe à Daniel Furlan, geralmente, voadoras. Tem um visual intencionalmente barato e tosco.
- Boquetitos (Juliano Enrico)

Um fantoche laranja dublado por Juliano que dá conselhos completamente sem lógica.
- Seu Getúlio  (Raul Chequer)

Um idoso aparece às vezes no programa cantando clássicos do grunge, participando por telefone e de outras maneiras aleatórias. 
- Poeta de Sunga (David Benincá)

Um artista recita poemas e sua arte não é respeitada.